# Zlín Z-43

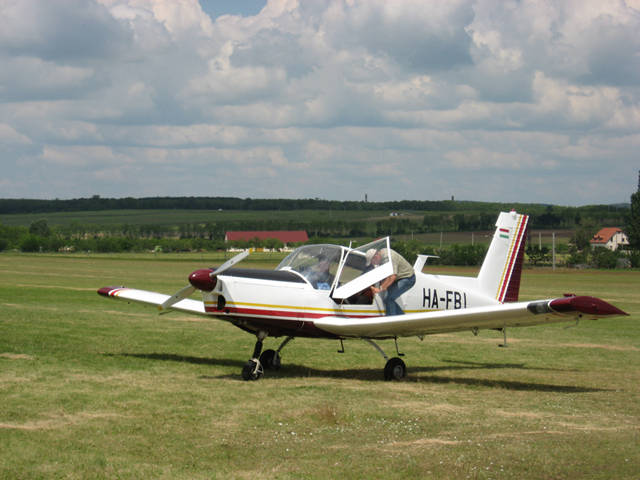
Zlín Z-43

De Zlín Z-43 is een Tsjechoslowaaks laagdekker tour-, les- en verbindingsvliegtuig gebouwd door Moravan. De eerste vlucht vond plaats op 10 december 1968.

## Specificaties
- Bemanning: 1 à 2
- Capaciteit: maximaal 3 passagiers
- Lengte: 7,75 m
- Spanwijdte: 9,76 m
- Hoogte: 2,91 m
- Vleugeloppervlak: 14,5 m2
- Leeggewicht: 730 kg
- Maximum startgewicht: 1 350 kg
- Motor: 1× Avia M 337A luchtgekoelde 6-cilinder lijnmotor, 157 kW (210 pk)
- Maximumsnelheid: 235 km/h
- Kruissnelheid: 210 km/h
- Vliegbereik: 610 km
- Plafond: 3 800 m
- Klimsnelheid: 3,5 m/s